# Vettore di Witt
In matematica un vettore di Witt è una sequenza infinita di elementi di un anello commutativo. Ernst Witt ha mostrato come mettere una struttura di anello sull'insieme di vettori di Witt in modo tale che l'anello dei vettori di Witt {\displaystyle W(\mathbb {F} _{p})} su di un campo finito di ordine {\displaystyle p} primo è isomorfo all'anello degli interi p-adici {\displaystyle \mathbb {Z} _{p}}. L'anello dei vettori di Witt ha una struttura molto poco intuitiva poiché la loro struttura additiva e quella moltiplicativa dipendono da un insieme infinito di formule ricorsive che non si comportano come le formule di addizione e moltiplicazione degli interi {\displaystyle p}-adici.
L'idea principale dietro ai vettori di Witt è, invece di utilizzare l'espansione {\displaystyle p}-adica standard
{\displaystyle a=a_{0}+a_{1}p+a_{2}p^{2}+\cdots ,}
quella di rappresentare un elemento in {\displaystyle \mathbb {Z} _{p}} usando un carattere di Teichmüller
{\displaystyle \omega \colon \mathbb {F} _{p}^{*}\to \mathbb {Z} _{p}^{*},}
che manda ogni elemento dell'insieme delle soluzioni di {\displaystyle x^{p-1}=1} in {\displaystyle \mathbb {F} _{p}} in un elemento nell'insieme delle soluzioni di {\displaystyle x^{p-1}=1} in {\displaystyle \mathbb {Z} _{p}}. Ogni elemento in {\displaystyle \mathbb {Z} _{p}} può quindi essere sviluppato in termini di radici dell'unità invece che come elementi profiniti in {\displaystyle \prod \mathbb {F} _{p}}. Ciò significa che un intero {\displaystyle p}-adico può essere espresso come somma infinita
{\displaystyle \omega (a)=\omega (a_{0})+\omega (a_{1})p+\omega (a_{2})p^{2}+\cdots ,}
che fornisce un vettore di Witt
{\displaystyle (\omega (a_{0}),\omega (a_{1}),\omega (a_{2}),\ldots ).}
La non banalità della struttura additiva e di quella moltiplicativa nei vettori di Witt sorge quindi dall'usare questa funzione per dare a {\displaystyle W(\mathbb {F} _{p})} una struttura di anello indotta da {\displaystyle \omega } visto come omomorfismo di anelli commutativi.

## Storia
Nel XIX secolo Ernst Eduard Kummer studiò estensioni cicliche di campi come parte del suo lavoro sull'ultimo teorema di Fermat, e questo portò alla creazione della teoria di Kummer. Sia {\displaystyle k} un campo contenente una {\displaystyle n}-esima radice primitiva dell'unità. La teoria di Kummer classifica estensioni di campi cicliche {\displaystyle K} di {\displaystyle k} di grado {\displaystyle n} che sono in corrispondenza biunivoca con gruppi ciclici {\displaystyle \Delta \subseteq k^{\times }/(k^{\times })^{n}} di ordine {\displaystyle n}, dove {\displaystyle \Delta } corrisponde a {\displaystyle K=k({\sqrt[{n}]{\Delta }})}.
Supponiamo però che {\displaystyle k} abbia caratteristica {\displaystyle p}. Il problema di studiare estensioni di {\displaystyle k} di grado {\displaystyle p} (o più in generale estensioni di grado {\displaystyle p^{n}}) può apparire superficialmente simile alla teoria di Kummer. Ma in questa situazione {\displaystyle k} non può contenere una {\displaystyle p}-esima radice dell'unità primitiva. Se {\displaystyle x} è una {\displaystyle p}-esima radice dell'unità in {\displaystyle k}, soddisfa la relazione {\displaystyle x^{p}=1}. Ma considerando l'espressione {\displaystyle (x-1)^{p}=0} e sviluppando, utilizzando i coefficienti binomiali, l'operazione di elevazione alla potenza {\displaystyle p} (conosciuta in questo ambito anche come omomorfismo di Frobenius) si ha un fattore {\displaystyle p} ad ogni coefficiente eccetto il primo e l'ultimo, e quindi queste equazioni sono uguali modulo {\displaystyle p}, da cui {\displaystyle x=1}. Di conseguenza, la teoria di Kummer non è mai applicabile alle estensioni il cui grado è divisibile per la sua caratteristica.